# C2C (musikgrupp)
C2C (tidigare Coups2Cross) är en fransk turntable-grupp bildad 1998.
Gruppen består av fyra medlemmar: 20Syl och Greem från gruppen Hocus Pocus, och Atom och Pfel från gruppen Beat Torrent, alla fyra från staden Nantes.

## Historia
Gruppen vann DJ-tävlingen the Disco Mix Club World Team DJ Championship fyra år i rad, från 2003 till 2006, och International Turntablist Federation (ITF) team championship år 2006.
23 januari 2012 släpptes deras första EP Down the Road EP och deras första album Tetra (utskrivet Tetr4) släpptes 3 september samma år. Albumets omslag skapades av designbyrån LVL Studio och är ett fotografi taget av Wang Chien-Yang2.
År 2013 vann C2C European Border Breakers Awards, en utmärkelse som hedrar Europas bästa musikakter. Priset delas ut på musikfestivalen Eurosonic Noorderslag i Groningen, Nederländerna.
År 2012 användes gruppens låt "Down the Road" en reklamfilm för OPI nagellack, och 2013 i en reklamfilm för Dr Pepper.